# Martin Štverka
Martin Štverka (* 31. října 1974) je bývalý český fotbalista. Po skončení aktivní kariéry působí jako trenér. Ligovým fotbalistou byl i jeho otec Václav Štverka, který hrál v sedmdesátých letech za Baník Ostrava.

## Fotbalová kariéra
V české lize hrál za FC Vítkovice. Nastoupil ve 3 ligových utkáních. Ve druhé lize hrál za FC Karviná, SK Železárny Třinec, FC Slovácká Slavia Uherské Hradiště a FC NH Ostrava.

## Ligová bilance
| Ročník                          | Zápasy | Góly | Klub                                |
| ------------------------------- | ------ | ---- | ----------------------------------- |
| 1. česká fotbalová liga 1993/94 | 3      | 0    | FC Vítkovice                        |
| 2. česká fotbalová liga 1995/96 | 10     | 0    | FC Karviná                          |
| 2. česká fotbalová liga 1996/97 | 12     | 0    | SK Železárny Třinec                 |
| 2. česká fotbalová liga 1997/98 | 24     | 3    | FC Slovácká Slavia Uherské Hradiště |
| 2. česká fotbalová liga 1998/99 | 25     | 8    | SK Železárny Třinec                 |
| 2. česká fotbalová liga 1999/00 | 28     | 2    | FC NH Ostrava                       |
| 2. česká fotbalová liga 2000/01 | 29     | 2    | SK Železárny Třinec                 |
| CELKEM 1. liga                  | 3      | 0    |                                     |